# マーサ・タブラム

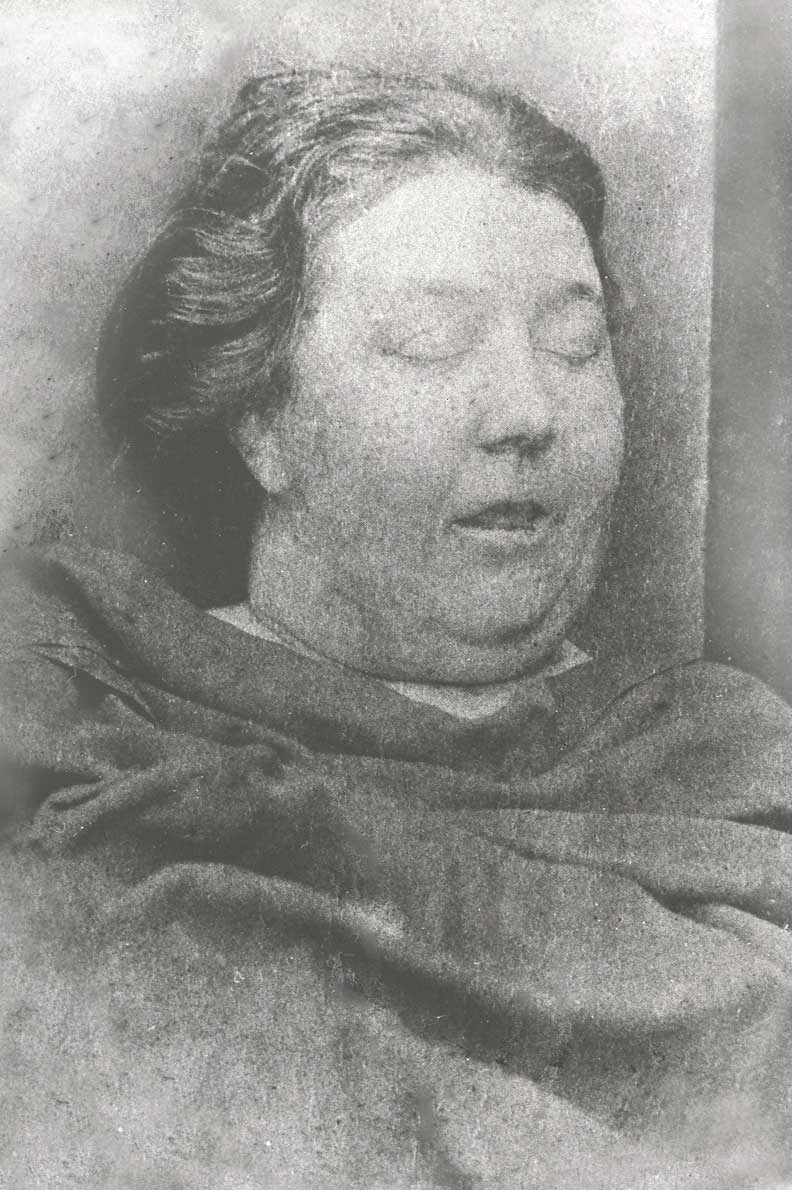
マーサ・タブラムの葬儀写真

マーサ・タブラム（英: Martha Tabram、旧姓: ホワイト <英: White>、1849年5月10日 - 1888年8月7日）は、イギリスの売春婦であり、ロンドンのイーストエンドにあるホワイトチャペル地区で多発していた殺人事件のうちの1件で殺害された。依然として正体が判明していない切り裂きジャックの最初の犠牲者である可能性がある。ただし、歴史家の間で切り裂きジャックの犠牲者として広く認められている5名 (いわゆる「カノニカル・ファイブ」 <英: canonical five>) には含まれていない。

## 生涯
マーサはロンドンのサザークで生まれた。父は倉庫業者のチャールズ・サミュエル・ホワイト (英: Charles Samuel White)、母はエリザベス・ドーセット (英: Elisabeth Dowsett) である。マーサは5人の兄弟の末っ子だった。兄弟は生まれた順にヘンリー・ホワイト (英: Henry White)、スティーブン・ホワイト (英: Stephen White)、エスター・ホワイト (英: Esther White)、メアリー・アン・ホワイト (英: Mary Ann White) である。
1865年5月に両親が別居し、その6ヵ月後に父が突然に死亡した。その後、マーサは家具倉庫の梱包業者の職長であるヘンリー・サミュエル・タブラム (英: Henry Samuel Tabram) と一緒に暮らし始め、1869年12月25日に結婚した。1871年に夫婦はマーサの子供時代の生家の近くの家に転居した。夫婦は2人の息子を儲けた。フレデリック・ジョン・タブラム (英: Frederick John Tabram、1871年2月生) とチャールズ・ヘンリー・タブラム (英: Charles Henry Tabram、1872年12月生) である。
結婚生活はマーサの飲酒癖により苦難続きだった。マーサの酒好きはアルコール依存症の発作を起こすほどだった。1875年に夫のヘンリーがマーサの元を去った。約3年間、ヘンリーはマーサに1週間おきに12シリングの手当を与えていたが、別の男と暮らしていると聞いてからは2シリング6ペンスに引き下げた。
マーサは1876年頃から大工のヘンリー・ターナー (英: Henry Turner) と一緒に暮らし、その収入に頼って生活した。その生活はタブラムが死ぬ3週間前まで続いた。ターナーとの関係も、マーサの飲酒癖と時折の外泊により平穏なものではなかった。1881年の夜間調査では、マーサとその息子たちはトーマス・ストリートにあるホワイトチャペル連合救貧院の臨時収容室の夜間の被収容者として登録されていた。1888年までにターナーは常勤雇用の仕事を失った。ホワイトチャペルのコマーシャル・ロードを外れた場所にあるスター・プレイス4番地で4ヶ月間寄宿している間、2人は装身具などの小物を通りで売って収入を得ていた。7月初旬の頃、2人は家賃未払いのまま突然にその地を去り、7月中旬頃を最後に別居した。マーサはスピタルフィールズのジョージ・ストリート19番地にあるコモン・ロッジングハウス (生活困窮者向けの安価な共同住宅) に転居した。

## 殺害
殺害される前日である1888年8月6日の夜、マーサはジョージ・ヤード・ビルディングスの近くにあるエンジェル・アンド・クラウン (英: the Angel and Crown) というパブで酒を飲んでいた。「パーリー・ポール」(英: Pearly Poll) という名で知られた売春婦のメアリー・アン・コネリー (英: Mary Ann Connelly) や2人の兵士と一緒だった。4人は2組に分かれ、午後11時45分頃にパブを出て、売春婦1人につき客1人という組み合わせで別れた。マーサとその客はジョージ・ヤードへ向かった。ジョージ・ヤードは南北方向へ伸びる狭い小道で、ウェントワース・ストリートとホワイトチャペル・ハイ・ストリートに繋がっていた。マーサと客はホワイト・ハート・インの隣の屋根付きのアーチ道を通ってホワイト・ハイ・ストリート側からジョージ・ヤードへ入った。ジョージ・ヤード・ビルディングスはジョージ・ヤードの東側にあり、その近くにトインビー・ホールの裏の北の突き当たりがあった。この建物はかつては紡績工場だったが、安価な共同住宅に転用された。今日では、この場所はガンソープ・ストリートと呼ばれており、ジョージ・ヤード・ビルディングスの跡地にはアパートが建っている。コネリーとその客は並行するエンジェル・アレーに向かった。
深夜、ジョージ・ヤード・ビルディングスの住人であるヒューイット (英: Hewitt) 夫人は"Murder!" (日: 人殺し！) という叫び声で目を覚ました。しかし、この地域では家庭内暴力はありふれたことであり、ヒューイット夫人はその声を無視した。午前2時、同じく住人のジョセフ・マホニー (英: Joseph Mahoney) とその妻エリザベス (英: Elizabeth) がジョージ・ヤード・ビルディングスに帰ったとき、階段には誰もいなかった。同時刻、巡回中のトーマス・バレット (英: Thomas Barrett) 巡査は近くをうろついていたグレナディア (近衛歩兵) に尋問した。兵士は友人を待っていると返答した。午前3時30分、住人のアルバート・ジョージ・クロー (英: Albert George Crow) が辻馬車の御者の仕事を終えて、夜勤から帰宅していたとき、1階から階段を上ったところの踊り場でマーサの遺体が横たわっていることに気付いた。踊り場が薄暗かったため、クローはマーサを眠っている浮浪者と勘違いして立ち去った。午前5時直前、船渠の労働者であるジョン・ソーンダーズ・リーヴズ (英: John Saunders Reeves) が出勤しようと階段を下りていたときに、初めてマーサが死亡していることが認識された。

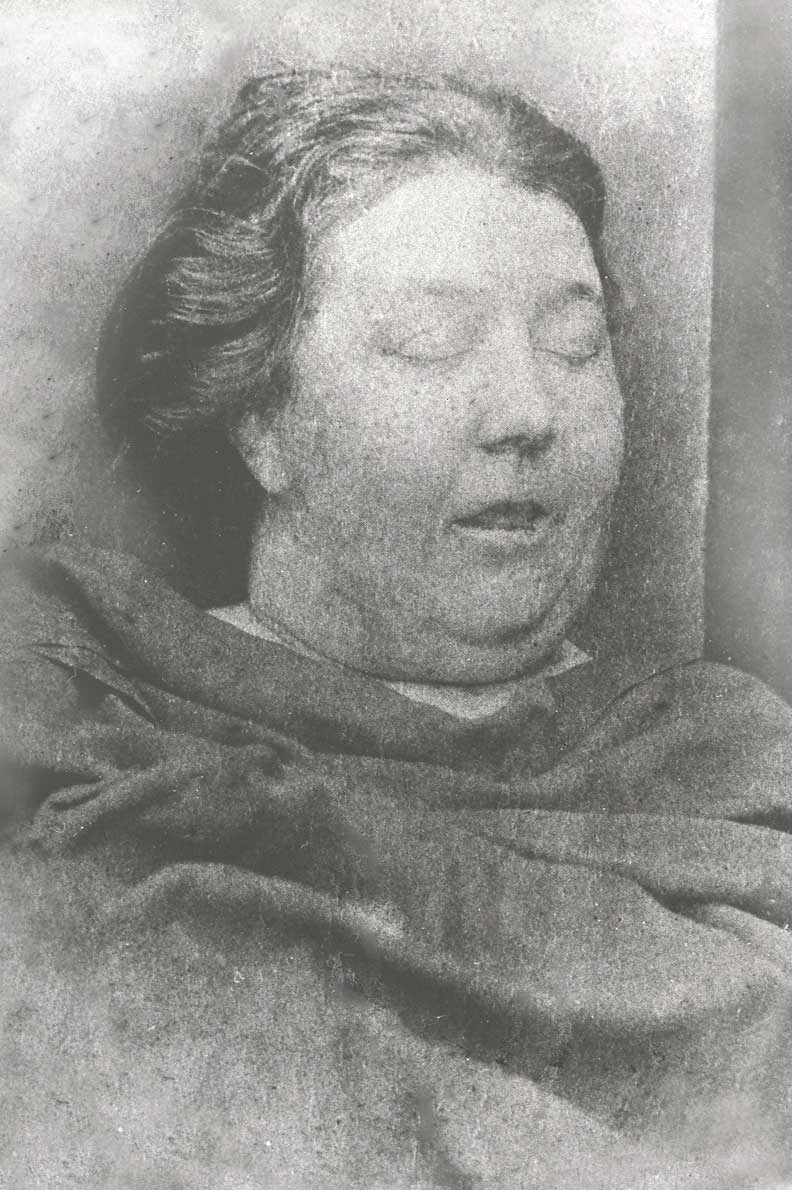
マーサ・タブラムの死体安置所での写真。身長は160センチメートルで、髪は黒色だった。

リーヴズがバレット巡査を連れてくると、バレットは遺体の調査のためにティモシー・ロバート・キリーン (英: Timothy Robert Killeen) 医師に知らせた。午前5時30分頃にキリーンが到着し、マーサが死亡してから3時間程度経過したと見積もった。殺人者はマーサを39回刺しており、喉に9箇所、左の肺に5箇所、右の肺に2箇所、心臓に1箇所、肝臓に5箇所、脾臓に2箇所、胃に6箇所の刺し傷があった。下腹部や生殖器も負傷していた。遺体は仰向けになっており、衣服が腰まで上がって下半身がむき出しになっていた。このことは遺体は性交のための姿勢になっていたことを示唆している。しかし、キリーンは性交を行った証拠を見出すことができなかった。住人たちやキリーン医師の証言は、マーサは午前2時から午前3時の間に殺害されたことを示している。その間、住人たちは怪しいものは何も見聞きしなかった。
ロンドン警視庁の警部補で、H地区ホワイトチャペル担当のエドマンド・リード (英: Edmund Reid) が捜査の指揮を執った。8月7日、リードはバレット巡査をロンドン塔へ向かわせた。前述の通り、バレットは怪しい兵士が通りに居たのを目撃していた。リードはバレットがその兵士の身元を突き止めることを期待した。しかし、バレットは問題の兵士を識別できなかった。8月8日、殺人事件のあった夜に休暇をとっていた兵士たち全員をロンドン塔に集め、面通しのために行列を作らせた。このとき、バレットは1人の男を選び出した。その男で正しいのか再吟味させると、バレットは別の男を選び出した。最初の男は立ち去ることを許可された。バレットは自分の心変わりについて、ジョージ・ヤードで見た男は勲章を持っていなかったが、最初に選んだ男は勲章を持っていたためと説明した。バレットが2回目に選んだジョン・リアリー (英: John Leary) は、殺人のあった夜は仲間のプライベット・ロー (英: Private Law) と一緒にブリクストンで酒を飲んでいたと主張した。リアリーによると、閉店時間にローと別れ、その後に散歩に出かけたという。それから、午前4時30分頃にストランドで偶然にローと出会い、それから2人でビリングスゲートで再び飲みに行き、その後にロンドン塔に戻ったと語った。リアリーと隔離した状態でローに尋問すると、ローのその夜の出来事の説明はリアリーの説明と正確に一致した。2人の説明が一致していて尤もらしく、バレットの身元確認が不確実であることから、リアリーとローは捜査の対象から外れた。
ロンドン塔の別の兵士のコーポラル・ベンジャミン (英: Corporal Benjamin) は休暇を取らずに不在だったが、こちらも捜査の対象から外された。キングストン・アポン・テムズに住む父に会いに行っていたことが判明したためである。
コネリーは警察に対して全く協力的でなく、しばらくの間、ドルリー・レーンの近隣にいとこと一緒に身を隠し、8月9日まで出てこなかった。コネリーは8月10日にロンドン塔で行われた面通しには現れなかったが、13日に日程を変えると参加した。コネリーは殺人のあった夜に客だった人物を識別できず、その夜にあった兵士たちは白いキャップバンドを身につけていたと主張した。そのようなバンドを身につけているのはコールドストリームガーズだけで、ロンドン塔のグレナディアガーズは身につけていなかった。15日、コネリーはウェリントン・バラックスへ連れていかれ、再度面通しを行った。コネリーは2人の兵士を選び出したが、2人には確実なアリバイがあった。1人は妻と一緒に家に居たし、もう1人はウェリントン・バラックスに居た。
8月14日、マーサの身元が疎遠になっていた夫により正式に確認された。死亡時、マーサは黒いボンネットと黒い長めのジャケット、暗緑色のスカート、茶色のペティコート、ストッキングを身につけており、履いていたブーツはひどく磨り減っていた。身長は160センチメートルで、髪は黒色だった。ホワイトチャペルのワーキング・ラッズ・インスティテュートで開かれた検死審問は、サウス・イースト・ミドルセックスの検視官代理のジョージ・コリアー (英: George Collier) により執り行われ、8月23日に終了した。検死審問ではマーサは未確認の単数または複数の犯人に殺害されたという評決が下された。結局、マーサ殺害の被疑者は逮捕されなかった。

## 切り裂きジャックとの関係
当時の9月初旬の新聞の報道では、マーサ殺害事件を4月3日のエマ・エリザベス・スミス殺害や8月31日のメアリー・アン・ニコルズ殺害と結び付けていた。しかし、スミスは死ぬ前にギャングに襲われたと話していた。その後に起きた9月8日のアニー・チャップマン殺害や、9月30日のエリザベス・ストライドとキャサリン・エドーズ両名の殺害、11月9日のメアリー・ジェーン・ケリー殺害も、当時はマーサ殺害と結び付けて考えていた。現在、ニコルズ以下5名の殺害は一般に「カノニカル・ファイブ」と呼称され、切り裂きジャックの被害者と見なされている。殺害された5名は全員、ホワイトチャペル地区に住む貧しい売春婦だった。犯行は概して、週末や休日、またはそれに近い日に深夜の闇の中で行われた。犯行現場は奥まった場所で、一般人に立ち入りが許可されている場所が選ばれていた。タブラム殺害は8月7日の早朝に発生した。その前日の8月6日は法定休日だった。
警察はマーサ殺害をスミス殺害と結び付けなかったが、その後に起きた5件の殺人事件とは結び付けて考えた。後の世の切り裂きジャックを研究する学者たちのほとんどが、マーサを切り裂きジャックの犠牲者から除外してきた。主な理由として、マーサはその後に起きた事件の被害者のようには喉を切り裂かれていないことや、内臓を摘出されていないことが挙げられる。この考えはロンドン警視庁犯罪捜査部のメルヴィル・マクナーテン (英: Melville Macnaghten) 本部長補が推進した。マクナーテンは1894年の覚書で、マーサは兵士のうちの誰かに殺害されたと仄めかすことを書いている。キリーン医師はマーサの遺体を調査しており、彼の意見はマクナーテンの見解を補強するものだった。キリーンは、マーサ殺害では2種類の武器が使用されたと考えていた。マーサの傷の中で1つ、胸骨を貫通しているものがあり、それに使用された武器はもう一方の武器より長く強靭な作りをしていたと見られる。短剣と考えられるが、銃剣の可能性もあった。他の傷はそれよりも細いナイフで付けられたと考えられた。
しかし、The Complete History of Jack the Ripper (ISBN 0-7867-0276-1) を著したフィリップ・サグデン (英: Philip Sugden) や、ピーター・アンダーウッド (英: Peter Underwood) の著書Jack the Ripper: One Hundred Years of Mystery (ISBN 0-7137-1954-0) 中で取り上げられているショーン・デイ (英: Sean Day) などの研究者たちは、マーサも切り裂きジャックの被害者の可能性があると見なしている。マーサが殺害されたのは兵士の客と出かけた2時間以上後のことであり、マーサは別の客を誘う時間があったと考えられる。マクナーテンが警察に加わったのは殺人事件の後のことだった。そのため、マクナーテンの覚書には当時の警察官の一部の意見だけが反映されており、被疑者に関して伝えられた情報にいくらかの事実誤認が含まれている。また、シリアル・キラーが武器を変えたという事例も知られているが、シリアル・キラーは時間をかけて手口を発展させていくとも考えられる。切り裂きジャックも徐々に犠牲者をひどく切り刻むようになっていった。「カノニカル・ファイブ」の事件はホワイトチャペルの東西南北で起こっているが、マーサ殺害はその地理的な中心に近い場所で発生した。このような理由から、マーサ殺害が切り裂きジャックの最初の犯罪であり、その後に手口を変えたということもあり得るという見解もある。